# S10 (가수)
S10(2000년 11월 8일 ~ )는 네덜란드의 가수, 래퍼, 작곡가이다. 유로비전 송 콘테스트 2022에 네덜란드 대표로 참가했다.

## 음반 목록
- Snowsniper (2019)
- Vlinder (2020)